# Chaetiliidae
Los chaetilidos (Chaetiliidae) son una familia de crustáceos isópodos marinos. Sus 46 especies son casi cosmopolitas.

## Géneros
Se reconocen los 23 siguientes:
- Austrochaetilia Poore, 1978
- Chaetilia Dana, 1849
- Chiridotea Harger, 1878
- Chiriscus Richardson, 1911
- Glyptonotus Eights, 1852
- Macrochiridothea Ohlin, 1901
- Maoridotea Jones & Fenwick, 1978
- Parachiridotea Daguerre de Hureaux & Elkaïm, 1972
- †Proidotea Racovitza & Sevastos, 1910
- Saduria Adams, 1852
- Saduriella Holthuis, 1964
- Stegidotea Poore, 1985
- Symmius Richardson, 1904